# Hackbrett (Patrizierfamilie)

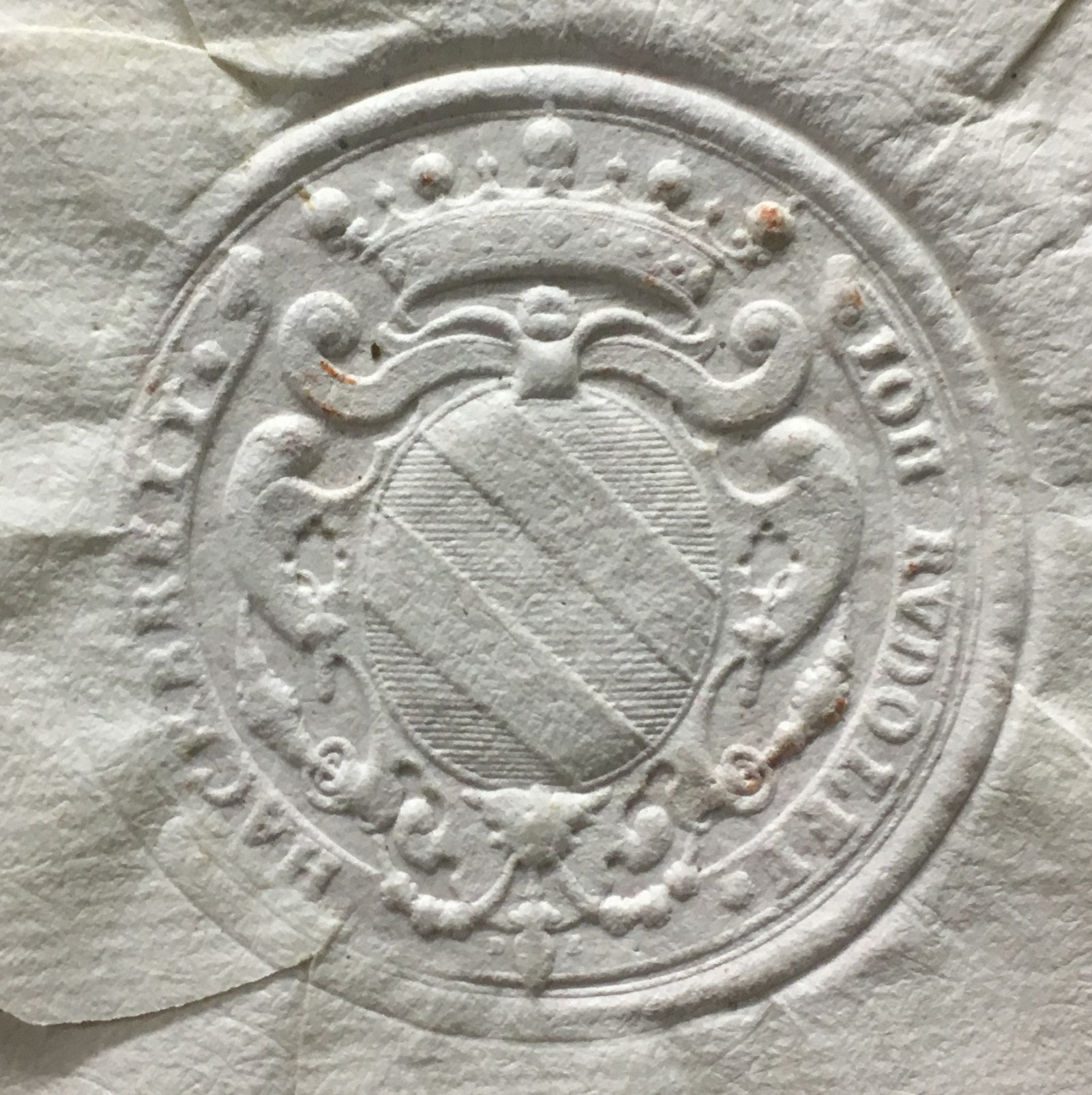
Siegel Johann Rudolf Hackbrett (1731)

Die Familie Hackbrett ist eine ausgestorbene Berner Patrizierfamilie der Zunftgesellschaft zu Schmieden.

## Geschichte
Die Familie erhielt 1532 das Burgerrecht der Stadt Bern. Die drei ersten Generationen der Hackbrett waren allesamt Wundärzte, zwei von ihnen waren auch Inselmeister (Verwalter des Inselspitals). Den Hackbrett gelang innert kürzester Zeit ein Aufstieg in die Reihen der regierenden Familien und zwar ohne Einheirat in entsprechende Geschlechter. Mit Vincenz Hackbrett wurde 1656 erstmals ein Vertreter der Familie in den Kleinen Rat gewählt. Das Geschlecht stellte der Stadt Bern bis 1798 zwei Venner, mehrere Landvögte, Ratsmitglieder und Offiziere.
Angehörige der Familie besassen die Herrschaften Kehrsatz, Perroy, Anteile an Gerzensee und weiteren Gütern im Waadtland.

## Familienwappen
Die Familie Hackbrett führte im 16. und 17. Jahrhundert verschiedene Wappen. Die älteste bekannte Form ist die eines von einem Baum herabhängenden Hackbretts. Seit dem 18. Jahrhundert führte die Familie in blau zwei goldene Sparren schrägrechts. Die Gemeinde Kehrsatz benutzte im 19. Jahrhundert das Wappen der Familie Hackbrett als Gemeindewappen, seit 1937 mit beigefügtem goldenen Stern.

## Personen
- Johannes Hackbrett, Wundarzt
- Vincenz Hackbrett (1678–1703), des Kleinen Rats
- Johann Anton Hackbrett (1670–1745), Venner zu Schmieden[3]
- Hans Rudolf Hackbrett (1672–1741), Schultheiss von Thun
- Karl Hackbrett, Generalleutnant
- Johann Rudolf Hackbrett (1718–1790), des Kleinen Rats, Venner zu Schmieden